# Stasys Jakeliūnas
Stasys Jakeliūnas (* 2. Oktober 1958 in Karaganda, Kasachstan) ist ein litauischer Politiker (LVŽS) und Finanzberater. Bei den Europawahlen 2019 gewann er für die LVŽS ein Mandat und ist seitdem Mitglied des neunten Europäischen Parlaments als Teil der Fraktion Die Grünen/EFA.

## Leben

### Jugend und Ausbildung
1966 kam er in Litauen als Sohn einer Deportierten-Familie an. Er wohnte und lernte in Telšiai, Anykščiai und Jonava. Nach dem Abitur 1976 an der Mittelschule Jonava begann er das Diplomstudium der Radioelektronik an der Politechnikos institutas in Kaunas. Von 1980 bis 1982 leistete er den Dienst bei der Sowjetarmee. 
Von 1982 bis 1987 absolvierte er das Diplomstudium der Psychologie an der Vilniaus universitetas und wurde Psychologe und Lehrer der Psychologie. 1989 errichtete er die Anstalt „Nauji kontaktai“ als eine Kooperative. Von 1993 bis 1995 absolvierte er das Masterstudium der Business and Finance Management mit einem Stipendium der US-Regierung an der Michigan State University. 

### Berufliche Karriere
Von 1995 bis 2005 arbeitete Jakeliūnas im litauischen Versicherungsunternehmen AB Lietuvos draudimas, zuerst als Leiter der Investitionen-Abteilung und dann der des Finanzdepartements und Vorstandsmitglied. Seit 2005 vertieft er sich in Wirtschaftsthemen und Analysen. Von 2009 bis 2010 war er Fernsehmoderator der Sendung „Svarbus pokalbis“ bei Baltijos televizija. 2010 schrieb er das Buch Anatomie der litauischen Krise (lit. „Lietuvos krizės anatomija“). Von 2012 bis zum Dezember 2014 war er Berater von Algirdas Butkevičius zu Finanzfragen. 2015 schrieb er das Buch „Swedbanko byla“.
Von 2015 bis 2016 arbeitete Jakeliūnas als freier Finanzanalytiker und Finanzberater. 2016 wurde er Seimas-Mitglied. Als Kandidat der Lietuvos valstiečių ir žaliųjų sąjunga wurde er 2016 zum Minister Finanzministerium Litauens im Kabinett Skvernelis vorgeschlagen.
Bei den Europawahlen 2019 kandidierte Jakeliūnas für die Lietuvos valstiečių ir žaliųjų sąjunga. Die Partei gewann 12,56 Prozent der Stimmen und damit zwei der elf litauischen Mandate. Seitdem ist er, gemeinsam mit Bronis Ropė, Mitglied des Europäischen Parlaments. Jakeliūnas und Ropė traten der Fraktion Die Grünen/EFA bei. Für die Fraktion ist er Mitglied im Ausschuss für Wirtschaft und Währung sowie stellvertretendes Mitglied im Ausschuss für Binnenmarkt und Verbraucherschutz.

### Privat
Jakeliūnas ist verheiratet. Seine Frau Daiva ist Psychoanalytikerin und leitet ein Individualunternehmen. Sein Sohn Kostas ist IT-Spezialist. Jakeliūnas lebt in Dvariškės bei Riešė in der Rajongemeinde Vilnius.